# Stazione di Orly 4
Orly 4 (denominata fino al 2019 Orly-Sud) è una delle stazioni della linea Orlyval situata di fronte al terminal 4 dell'aeroporto di Orly. È costituito da due stazioni su un viadotto che corre lungo la facciata nord del terminal. L'accesso è attraverso la porta K, area di riconsegna dei bagagli.